# Władysława Markiewiczówna

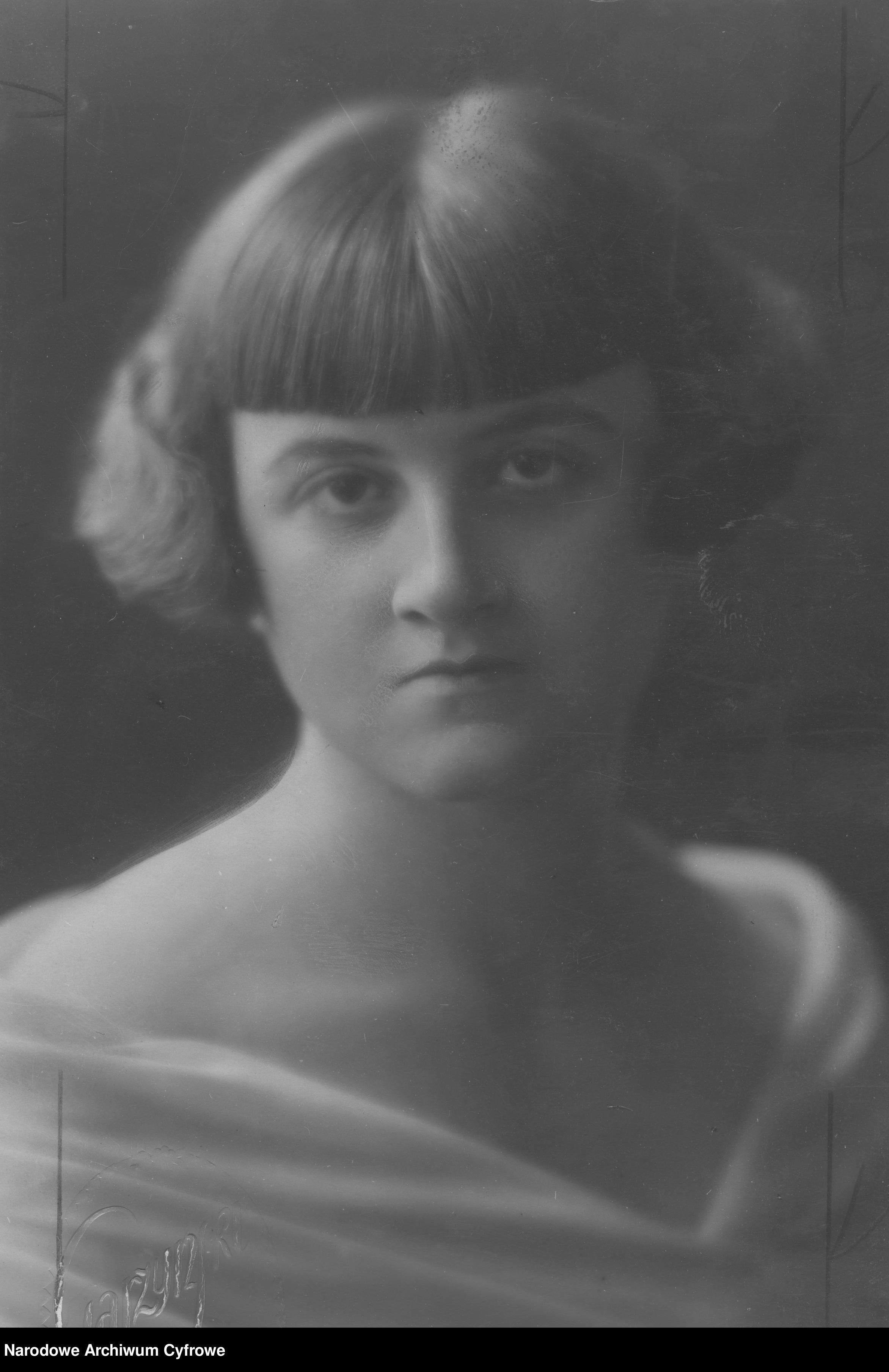
Władysława Markiewiczówna en 1927

Władysława Markiewiczówna (née le 5 février 1900 à Bochnia, décédée le 17 mai 1982 à Katowice) est une pianiste polonaise et une pédagogue renommée. Elle a aussi composé de la musique.
Elle a étudié au Conservatoire de la Société Musicale de Cracovie (aujourd'hui Académie de musique de Cracovie) dans la classe de piano de Severin Eisenberger ainsi que la théorie de la musique dans la classe de Zdzisław Jachimecki. En 1922-27, elle a étudié à Berlin (la composition avec Hugo Leichtentritt et le piano avec Bruno Eisner).
À partir de 1929, elle enseigne à l'Académie de musique de Katowice, après 1958 en tant que Professeur. De 1963 à 1968, elle a été directrice du département de piano. Parmi ses élèves, on trouve Tadeusz Żmudziński, Kazimierz Kord, Andrzej Jasiński et Wojciech Kilar.

## Œuvres notables
Beaucoup des œuvres de Markiewiczówna ont été publiées par Polskie Wydawnictwo Muzyczne (PWM).
- Variations on a Folk Theme pour piano (1924)
- 2 Miniatures pour piano (1926)
- Sonatina pour hautbois et piano (1935)
- Suite pour deux pianos (1936)
- Colored Pictures pour flûte, hautbois, clarinette et basson (1937)
- Elementary Piano Course (1946)
- Colored Pictures pour piano (1947)
- Toccata pour basson et piano (1948)
- Sonata pour clarinette, basson et piano (1952)
- Sonata pour deux pianos (1954)
- Sonatina pour basson et piano (1954)
- 6 Preludes pour piano (1955)
- Suite pour soprano solo et orchestre de chambre (texte de Jan Brzechwa) (1958)
- Tema con variazione pour piano (1965)
- Little Variations pour piano (1966)
- 3 Bagatelles pour basson et piano (1976)
- divers chants